# Lykkeper
|  | Denne artikel handler om filmen Lykkeper fra 1920. For Henrik Pontoppidans roman, se Lykke-Per |
|  | Denne artikel er oprettet af botten PalnaBot ud fra en ekstern database. Den kan derfor have sproglige fejl eller mangler. Denne skabelon kan fjernes efter kontrol af indholdet. |

Lykkeper er en film instrueret af Fritz Magnussen.